# آبلیای مکزیکی
آبلیای مکزیکی (نام علمی: Abelia floribunda) نام یک گونه از سرده آبلیا است.